# Медаль «За відзнаку в охороні державного кордону СРСР»
Меда́ль «За відзнаку в охороні державного кордону СРСР» — медаль, державна нагорода СРСР. Заснована Указом Президії Верховної Ради СРСР від 13 липня 1950 року. Автор малюнку медалі — художник Веременко.

## Опис медалі
Медаль «За відзнаку в охороні державного кордону СРСР» має форму правильного круга діаметром 32 мм. Виготовлювалася зі срібла (до 1966 року), потім з нейзильберу, а згодом й з мідно-нікелевого сплаву.
На лицьовому боці медалі — на тлі гор зображена фігура озброєного автоматом солдата, що стоїть поруч з прикордонним стовпом.
На зворотному боці — рельєфний напис «За отличие в охране государственной границы СССР», знизу по колу — повиті стрічкою дубові гілки, угорі — п'ятикутна зірочка.
Медаль «За відзнаку в охороні державного кордону СРСР» за допомогою вушка і кільця з'єднується з п'ятикутною колодочкою, обтягнутою шовковою муаровою стрічкою зеленого кольору завширшки 24 мм. По краях стрічки — подовжні смужки червоного кольору завширшки 3 мм кожна.

## Нагородження
Медаллю «За відзнаку в охороні державного кордону СРСР» нагороджувалися військовослужбовці прикордонних військ МДБ, МВС та КДБ СРСР, особи з числа цивільного населення:
- за хоробрість і самопожертву, виявлені під час бойових дій при затриманні порушників державного кордону СРСР;
- за вміле керівництво бойовими діями прикордонного наряду при захисті недоторканості державного кордону СРСР;
- за високу пильність та ініціативні дії, у результаті яких були затримані порушники державного кордону;
- за вмілу організацію прикордонної служби та взірцеву роботу по укріпленню державних кордонів СРСР;
- за активну допомогу прикордонним військам у їх роботі з охорони державного кордону СРСР.

Медаль носиться на лівій стороні грудей, за наявності у нагородженого інших медалей СРСР розташовується після медалі «Партизанові Вітчизняної війни».
Усього на 1 січня 1995 року медаллю «За відзнаку в охороні державного кордону СРСР» нагороджено 67 520 осіб.